# Ciguñuela
Ciguñuela település Spanyolországban, Valladolid tartományban. Ciguñuela Wamba, Valladolid, Villanubla, Zaratán, Arroyo de la Encomienda, Simancas, Robladillo, Valladolid és Torrelobatón községekkel határos. Lakosainak száma 358 fő (2024).

## Népesség
A település népessége az utóbbi években az alábbiak szerint változott:
| Lakosok száma | 360  | 381  | 391  | 380  | 403  | 387  | 385  | 369  | 356  | 358  |
|               | 2001 | 2004 | 2007 | 2009 | 2012 | 2014 | 2017 | 2019 | 2022 | 2024 |